# Clyde Coombs
Clyde Hamilton Coombs (22 luglio 1912 – 4 febbraio 1988) è stato uno psicologo statunitense, specializzato nel campo della psicologia matematica.

## Biografia
Elaborò un sistema di votazione che fu da lui chiamato Metodo di Coombs.
Coombs fondò il programma di psicologia matematica nell'University of Michigan. Tra i suoi studenti contano Amos Tversky, Robyn Dawes e Baruch Fischhoff, importanti ricercatori nel campo della psicologia delle decisioni. Il testo "An Introduction to Mathematical Psychology ("Introduzione alla Psicologia Matematica) scritto da Coombs, Dawes e Tversky era un libro obbligatorio per gli studenti nel corso di studi in Psicologia Matematica e Sperimentale dell'Università del Michigan.
Nel 1959 fu eletto Fellow of the American Statistical Association.
Lo sviluppo della teoria di gradazione in collaborazione con Louis Guttman è stata riconosciuta da Science come una delle 62 più importanti scoperte nelle scienze sociali tra il 1900 e il 1965.